# Norvégia az 1976. évi nyári olimpiai játékokon
Norvégia a kanadai Montréalban megrendezett 1976. évi nyári olimpiai játékok egyik részt vevő nemzete volt. Az országot az olimpián 11 sportágban 66 sportoló képviselte, akik összesen 2 érmet szereztek.

## Érmesek
| Érem  | Versenyző                                            | Sportág | Versenyszám                    |
| ----- | ---------------------------------------------------- | ------- | ------------------------------ |
| Arany | Alf Hansen Frank Hansen                              | Evezés  | Férfi kétpárevezős             |
| Ezüst | Rolf Andreassen Arne Bergodd Ole Nafstad Finn Tveter | Evezés  | Férfi kormányos nélküli négyes |

## Atlétika
Férfi
| Versenyző           | Versenyszám | Előfutam | Előfutam | Előfutam | Elődöntő | Elődöntő | Elődöntő | Döntő         | Döntő         |
| Versenyző           | Versenyszám | Idő      | Hely.    | Össz.    | Idő      | Hely.    | Össz.    | Idő           | Helyezés      |
| ------------------- | ----------- | -------- | -------- | -------- | -------- | -------- | -------- | ------------- | ------------- |
| Lars Martin Kaupang | 1500 m      | 3:44,59  | 7.       | 29.      | kiesett  | kiesett  | kiesett  | kiesett       | kiesett       |
| Knut Kvalheim       | 5000 m      | 13:20,60 | 3.       | 3.       |          |          |          | 13:30,33      | 9.            |
| Knut Børø           | 10 000 m    | 28:23,07 | 3.       | 15.      |          |          |          | nem ért célba | nem ért célba |

| Versenyző        | Versenyszám   | Selejtező | Selejtező | Döntő    | Döntő    |
| Versenyző        | Versenyszám   | Eredmény  | Helyezés  | Eredmény | Helyezés |
| ---------------- | ------------- | --------- | --------- | -------- | -------- |
| Leif Roar Falkum | Magasugrás    | 216 cm    | 7.        | 210 cm   | 14.      |
| Terje Totland    | Magasugrás    | 216 cm    | 8.        | 218 cm   | 9.       |
| Knut Hjeltnes    | Diszkoszvetés | 61,30 m   | 10.       | 63,06 m  | 7.       |
| Bjørn Grimnes    | Gerelyhajítás | 80,32 m   | 13.       | 74,88 m  | 13.      |
| Terje Thorslund  | Gerelyhajítás | 82,52 m   | 9.        | 78,24 m  | 10.      |

Női
| Versenyző   | Versenyszám | Előfutam | Előfutam | Előfutam | Elődöntő | Elődöntő | Elődöntő | Döntő   | Döntő    |
| Versenyző   | Versenyszám | Idő      | Hely.    | Össz.    | Idő      | Hely.    | Össz.    | Idő     | Helyezés |
| ----------- | ----------- | -------- | -------- | -------- | -------- | -------- | -------- | ------- | -------- |
| Grete Waitz | 1500 m      | 4:07,20  | 4.       | 4.       | 4:04,80  | 8.       | 8.       | kiesett | kiesett  |

| Versenyző    | Versenyszám | Selejtező | Selejtező | Döntő    | Döntő    |
| Versenyző    | Versenyszám | Eredmény  | Helyezés  | Eredmény | Helyezés |
| ------------ | ----------- | --------- | --------- | -------- | -------- |
| Astrid Tveit | Magasugrás  | 170 cm    | 27.*      | kiesett  | kiesett  |

* - három másik versenyzővel azonos időt ért el

## Birkózás
Kötöttfogású
| Versenyző       | Versenyszám | 1. forduló                      | 2. forduló                          | 3. forduló                                | 4. forduló                      | Döntő             | Helyezés |
| Versenyző       | Versenyszám | Ellenfél Eredmény               | Ellenfél Eredmény                   | Ellenfél Eredmény                         | Ellenfél Eredmény               | Ellenfél Eredmény | Helyezés |
| --------------- | ----------- | ------------------------------- | ----------------------------------- | ----------------------------------------- | ------------------------------- | ----------------- | -------- |
| Tore Hem        | 100 kg      | Brad Rheingans (USA) · 3-4      | Akijama Jaszunari (JPN) · kétvállas | Fredi Albrecht (GDR) · kizárták           | Kamen Goranov (BUL) · kétvállas | kiesett           | 4.       |
| Einar Gundersen | +100 kg     | Carlos Braconi (ARG) · kizárták | Henryk Tomanek (POL) · kizárták     | Alekszandr Kolcsinszkij (URS) · kétvállas | kiesett                         | kiesett           | 7.       |

Szabadfogású
| Versenyző       | Versenyszám | 1. forduló                    | 2. forduló                    | 3. forduló        | 4. forduló        | 5. forduló        | 6. forduló        | Döntő             | Helyezés    |
| Versenyző       | Versenyszám | Ellenfél Eredmény             | Ellenfél Eredmény             | Ellenfél Eredmény | Ellenfél Eredmény | Ellenfél Eredmény | Ellenfél Eredmény | Ellenfél Eredmény | Helyezés    |
| --------------- | ----------- | ----------------------------- | ----------------------------- | ----------------- | ----------------- | ----------------- | ----------------- | ----------------- | ----------- |
| Tore Hem        | 100 kg      | Petr Drozda (TCH) · kétvállas | visszalépett                  | kiesett           | kiesett           | kiesett           |                   | kiesett           | helyezetlen |
| Einar Gundersen | +100 kg     | Mamadou Sakho (SEN) · 7-17    | Nikola Dinev (BUL) · kizárták | kiesett           | kiesett           | kiesett           | kiesett           | kiesett           | helyezetlen |

## Evezés
Férfi
| Versenyző                                                                        | Versenyszám              | Előfutam | Előfutam | Vigaszág | Vigaszág | Elődöntő | Elődöntő | Döntő   | Döntő   | Döntő   | Helyezés    |
| Versenyző                                                                        | Versenyszám              | Idő      | Hely.    | Idő      | Hely.    | Idő      | Hely.    | Típus   | Idő     | Hely.   | Helyezés    |
| -------------------------------------------------------------------------------- | ------------------------ | -------- | -------- | -------- | -------- | -------- | -------- | ------- | ------- | ------- | ----------- |
| Frank Hansen Alf Hansen                                                          | Kétpárevezős             | 6:29,77  | 1.       | erőnyerő | erőnyerő | 6:12,48  | 1.       | A       | 7:13,20 | 1.      |             |
| Ole Nafstad Arne Bergodd Finn Tveter Rolf Andreassen                             | Kormányos nélküli négyes | 6:06,70  | 4.       | 6:08,66  | 1.       | 6:02,84  | 1.       | A       | 6:41,22 | 2.      |             |
| Tom Amundsen Kjell Sverre Johansen Sverre Norberg Rune Dahl Alf Torp (kormányos) | Kormányos négyes         | 6:52,18  | 4.       | 6:26,93  | 5.       | kiesett  | kiesett  | kiesett | kiesett | kiesett | helyezetlen |

Női
| Versenyző                      | Versenyszám  | Előfutam | Előfutam | Vigaszág | Vigaszág | Döntő | Döntő   | Döntő | Helyezés |
| Versenyző                      | Versenyszám  | Idő      | Hely.    | Idő      | Hely.    | Típus | Idő     | Hely. | Helyezés |
| ------------------------------ | ------------ | -------- | -------- | -------- | -------- | ----- | ------- | ----- | -------- |
| Tone Pahle                     | Egypárevezős | 3:59,93  | 5.       | 4:26,19  | 4.       | B     | 4:30,53 | 4.    | 10.      |
| Solfrid Johansen Ingun Brechan | Kétpárevezős | 3:29,54  | 3.       | 3:44,02  | 1.       | A     | 3:52,18 | 4.    | 4.       |

## Íjászat
| Versenyző          | Versenyszám  | 1. forduló | 1. forduló | 2. forduló | 2. forduló | Összesítés | Összesítés |
| Versenyző          | Versenyszám  | Pont       | Hely.      | Pont       | Hely.      | Pont       | Helyezés   |
| ------------------ | ------------ | ---------- | ---------- | ---------- | ---------- | ---------- | ---------- |
| Jan Erik Humlekjær | Férfi egyéni | 1148       | 23.        | 1189       | 22.        | 2337       | 24.        |

## Kajak-kenu
Férfi
| Versenyző                                                 | Versenyszám         | Előfutam | Előfutam | Előfutam | Vigaszág | Vigaszág | Vigaszág | Elődöntő | Elődöntő | Elődöntő | Döntő   | Döntő    |
| Versenyző                                                 | Versenyszám         | Idő      | Hely.    | Össz.    | Idő      | Hely.    | Össz.    | Idő      | Hely.    | Össz.    | Idő     | Helyezés |
| --------------------------------------------------------- | ------------------- | -------- | -------- | -------- | -------- | -------- | -------- | -------- | -------- | -------- | ------- | -------- |
| Harald Nilsen                                             | Kajak egyes 500 m   | 2:10,88  | 5.       | 16.      | 1:55,77  | 3.       | 7.       | 1:58,78  | 5.       | 13.      | kiesett | kiesett  |
| Morten Opsahl Andreas Orheim                              | Kajak kettes 1000 m | 3:41,51  | 8.       | 15.      | 3:33,24  | 2.       | 4.       | 3:36,24  | 5.       | 17.      | kiesett | kiesett  |
| Morten Mørland Einar Rasmussen Olaf Søyland Jostein Stige | Kajak négyes 1000 m | 3:10,60  | 3.       | 8.       | erőnyerő | erőnyerő | erőnyerő | 3:11,84  | 2.       | 3.       | 3:12,28 | 6.       |

## Kerékpározás

### Országúti kerékpározás
Férfi
| Versenyző                                           | Versenyszám     | Idő              | Helyezés      |
| --------------------------------------------------- | --------------- | ---------------- | ------------- |
| Thorleif Andresen                                   | Mezőnyverseny   | 4:49:01 (+2:09)  | 38.           |
| Stein Bråthen                                       | Mezőnyverseny   | nem ért célba    | nem ért célba |
| Geir Digerud                                        | Mezőnyverseny   | 5:04:42 (+17:50) | 55.           |
| Pål Henning Hansen                                  | Mezőnyverseny   | nem ért célba    | nem ért célba |
| Stein Bråthen Geir Digerud Arne Klavenes Magne Orre | Csapat időfutam | 2:13:17 (+4:24)  | 8.            |

### Pálya-kerékpározás
Időfutam
| Versenyző     | Versenyszám  | Idő      | Helyezés |
| ------------- | ------------ | -------- | -------- |
| Harald Bundli | Férfi egyéni | 1:08,093 | 7.       |

Üldözőversenyek
| Versenyző         | Versenyszám  | Selejtező | Selejtező | Nyolcaddöntő                  | Nyolcaddöntő | Nyolcaddöntő | Negyeddöntő                       | Negyeddöntő | Negyeddöntő | Elődöntő     | Elődöntő  | Elődöntő | Döntő        | Döntő     | Helyezés |
| Versenyző         | Versenyszám  | Idő       | Hely.     | Ellenfél Idő                  | Saját idő    | Hely.        | Ellenfél Idő                      | Saját idő   | Hely.       | Ellenfél Idő | Saját idő | Hely.    | Ellenfél Idő | Saját idő | Helyezés |
| ----------------- | ------------ | --------- | --------- | ----------------------------- | ------------ | ------------ | --------------------------------- | ----------- | ----------- | ------------ | --------- | -------- | ------------ | --------- | -------- |
| Jan Georg Iversen | Férfi egyéni | 4:51,86   | 8.        | Mike Richards (NZL) · 4:53,33 | 4:52,82      | 8.           | Vlagyimir Oszokin (URS) · 4:48,27 | 4:51,04     | 7.          | kiesett      | kiesett   | kiesett  | kiesett      | kiesett   | 7.       |

## Sportlövészet
Nyílt
| Versenyző           | Versenyszám           | Pont | Helyezés |
| ------------------- | --------------------- | ---- | -------- |
| John Rødseth        | Szabadpisztoly        | 549  | 21.      |
| Kenneth Skoglund    | Futócéllövészet       | 552  | 17.      |
| Helge Anshushaug    | Sportpuska, fekvő     | 588  | 31.      |
| Helge Anshushaug    | Sportpuska, összetett | 1135 | 28.      |
| Terje Melbye Hansen | Sportpuska, összetett | 1135 | 29.      |
| Terje Melbye Hansen | Sportpuska, fekvő     | 591  | 12.      |

## Súlyemelés
| Versenyző    | Versenyszám | Szakítás                 | Szakítás                 | Lökés                    | Lökés                    | Összesen | Helyezés |
| Versenyző    | Versenyszám | Eredmény                 | Helyezés                 | Eredmény                 | Helyezés                 | Összesen | Helyezés |
| ------------ | ----------- | ------------------------ | ------------------------ | ------------------------ | ------------------------ | -------- | -------- |
| Leif Jenssen | 82,5 kg     | érvényes kísérlet nélkül | érvényes kísérlet nélkül | kiesett                  | kiesett                  | kiesett  | kiesett  |
| Rolf Larsen  | 90 kg       | 140,0                    | 14.                      | érvényes kísérlet nélkül | érvényes kísérlet nélkül | kiesett  | kiesett  |

## Úszás
Férfi
| Versenyző                                             | Versenyszám          | Előfutam | Előfutam | Előfutam | Elődöntő | Elődöntő | Elődöntő | Döntő   | Döntő    |
| Versenyző                                             | Versenyszám          | Idő      | Hely.    | Össz.    | Idő      | Hely.    | Össz.    | Idő     | Helyezés |
| ----------------------------------------------------- | -------------------- | -------- | -------- | -------- | -------- | -------- | -------- | ------- | -------- |
| Fritz Warncke                                         | 100 m gyors          | 53,55    | 5.       | 22.      | kiesett  | kiesett  | kiesett  | kiesett | kiesett  |
| Fritz Warncke                                         | 200 m gyors          | 1:57,59  | 4.       | 31.      |          |          |          | kiesett | kiesett  |
| Arne Borgstrøm                                        | 400 m gyors          | 4:03,49  | 5.       | 22.      |          |          |          | kiesett | kiesett  |
| Ove Wisløff                                           | 100 m mell           | 1:06,85  | 3.       | 18.      | kiesett  | kiesett  | kiesett  | kiesett | kiesett  |
| Ove Wisløff                                           | 200 m mell           | 2:23,49  | 4.       | 10.      |          |          |          | kiesett | kiesett  |
| Gunnar Gundersen                                      | 400 m vegyes         | 4:41,05  | 5.       | 19.      |          |          |          | kiesett | kiesett  |
| Bent Brask Arne Borgstrøm Håkon Iversøn Fritz Warncke | 4 × 200 m gyorsváltó | 7:46,42  | 4.       | 10.      |          |          |          | kiesett | kiesett  |

Női
| Versenyző    | Versenyszám | Előfutam | Előfutam | Előfutam | Elődöntő | Elődöntő | Elődöntő | Döntő   | Döntő    |
| Versenyző    | Versenyszám | Idő      | Hely.    | Össz.    | Idő      | Hely.    | Össz.    | Idő     | Helyezés |
| ------------ | ----------- | -------- | -------- | -------- | -------- | -------- | -------- | ------- | -------- |
| Lene Jenssen | 100 m gyors | 58,10    | 2.       | 13.      | 58,10    | 7.       | 11.*     | kiesett | kiesett  |

* - egy másik versenyzővel azonos időt ért el

## Vitorlázás
Nyílt
| Versenyző                                     | Versenyszám    | Futam | Futam  | Futam  | Futam  | Futam | Futam | Futam | Pontszám | Helyezés |
| Versenyző                                     | Versenyszám    | 1     | 2      | 3      | 4      | 5     | 6     | 7     | Pontszám | Helyezés |
| --------------------------------------------- | -------------- | ----- | ------ | ------ | ------ | ----- | ----- | ----- | -------- | -------- |
| Tom Skjønberg                                 | Finn dingi     | 24,0  | (34,0) | 32,0   | 32,0   | 30,0  | 25,0  | 22,0  | 165,0    | 24.      |
| Morten Jensen Hans Petter Jensen              | 470-es osztály | 22,0  | 13,0   | 30,0   | (33,0) | 13,0  | 11,7  | 13,0  | 102,7    | 15.      |
| Peder Lunde, Jr. Morten Rieker Kim Torkildsen | Soling         | 11,7  | 26,0   | (27,0) | 17,0   | 20,0  | 24,0  | 20,0  | 118,7    | 16.      |

## Vívás
Férfi
| Versenyző                                                      | Versenyszám       | Selejtező | Selejtező | Selejtező | Selejtező                  | Selejtező | Selejtező | Főtábla                  | Főtábla                                | Vigaszág          | Vigaszág          | Vigaszág          | Döntő             | Döntő   | Helyezés |
| Versenyző                                                      | Versenyszám       | 1. kör | 1. kör    | 2. kör | 2. kör                     | 3. kör | 3. kör    | 1. kör                   | 2. kör                                 | 1. kör            | 2. kör            | 3. kör            | Döntő             | Döntő   | Helyezés |
| Versenyző                                                      | Versenyszám       | Ellenfél Eredmény | Hely.     | Ellenfél Eredmény | Hely.                      | Ellenfél Eredmény | Hely.     | Ellenfél Eredmény        | Ellenfél Eredmény                      | Ellenfél Eredmény | Ellenfél Eredmény | Ellenfél Eredmény | Ellenfél Eredmény | Hely.   | Helyezés |
| -------------------------------------------------------------- | ----------------- | --- | --------- | --- | -------------------------- | --- | --------- | ------------------------ | -------------------------------------- | ----------------- | ----------------- | ----------------- | ----------------- | ------- | -------- |
| Nils Koppang                                                   | Párbajtőr, egyéni | H. csoport · Edward Bourne (GBR) · 5-3 · Sarkis Assatourian (IRI) · 4-5 · George Masin (USA) · 3-5 · Sneh Chousurin (THA) · 5-1 · Marcello Bertinetti (ITA) · 5-2 | 2.        | C. csoport · Alexander Pusch (FRG) · 1-5 · Nicolae Iorgu (ROU) · 3-5 · Osztrics István (HUN) · 5-1 · Thierry Soumagne (BEL) · 5-1 · Greg Benko (AUS) · 4-5            | 4.                         | D. csoport · Fenyvesi Csaba (HUN) · 4-5 · Hans-Jürgen Hehn (FRG) · 5-4 · Aleksandr Bykov (URS) · 5-4 · Christian Kauter (SUI) · 1-5 · Jaroslav Jurka (TCH) · 2-5 | 5.        | kiesett                  | kiesett                                | kiesett           | kiesett           | kiesett           | kiesett           | kiesett | 18.      |
| Ole Mørch                                                      | Párbajtőr, egyéni | J. csoport · Zbigniew Matwiejew (POL) · 2-5 · Karl-Heinz Müller (AUT) · 2-5 · Roger Menghi (LUX) · 5-1 · Sutipong Santitavakul (THA) · 5-4                        | 3.        | A. csoport · Fenyvesi Csaba (HUN) · 5-5 · Paul Szabo (ROU) · 2-5 · Aleksandr Bykov (URS) · 1-5 · Karl-Heinz Müller (AUT) · 3-5 · Sarkis Assatourian (IRI) · 5-2       | 5.                         | kiesett | kiesett   | kiesett                  | kiesett                                | kiesett           | kiesett           | kiesett           | kiesett           | kiesett | 29.      |
| Jeppe Normann                                                  | Párbajtőr, egyéni | I. csoport · Nicolae Iorgu (ROU) · 5-4 · Daniel Giger (SUI) · 5-4 · Iraj Dastgerdi (IRI) · 5-3 · Rubén Hernández (PUR) · 5-1 · Robert Schiel (LUX) · 4-5          | 2.        | D. csoport · Reinhold Behr (FRG) · 4-5 · Göran Flodström (SWE) · 1-5 · Christian Kauter (SUI) · 5-2 · Zbigniew Matwiejew (POL) · 5-4 · Peter Zobl-Wessely (AUT) · 5-2 | 4.                         | A. csoport · Osztrics István (HUN) · 1-5 · Reinhold Behr (FRG) · 4-5 · Rolf Edling (SWE) · 2-5 · Philippe Boisse (FRA) · 3-5 · Karl-Heinz Müller (AUT) · 0-5     | 6.        | kiesett                  | kiesett                                | kiesett           | kiesett           | kiesett           | kiesett           | kiesett | 24.      |
| Nils Koppang Kjell Otto Moe Ole Mørch Jeppe Normann Bård Vonen | Párbajtőr, csapat | D. csoport · Argentína (ARG) · 14-2 · Kanada (CAN) · 14-2 · Svájc (SUI) · 3-9                                                                                     | 2.        | Nagy-Britannia (GBR) · 8-5 | Nagy-Britannia (GBR) · 8-5 | |           | Magyarország (HUN) · 0-8 | 5–6. helyért · Szovjetunió (URS) · 4-8 |                   |                   |                   | kiesett           | kiesett | 7.       |